# فابریزیو ملارا
فابریزیو ملارا (انگلیسی: Fabrizio Melara؛ زادهٔ ۶ مهٔ ۱۹۸۶) بازیکن فوتبال اهل ایتالیا است.
از باشگاه‌هایی که در آن بازی کرده‌است می‌توان به باشگاه فوتبال رجینا، باشگاه ورزشی لاتزیو، و باشگاه فوتبال لچه اشاره کرد.